# 澎湖鎮

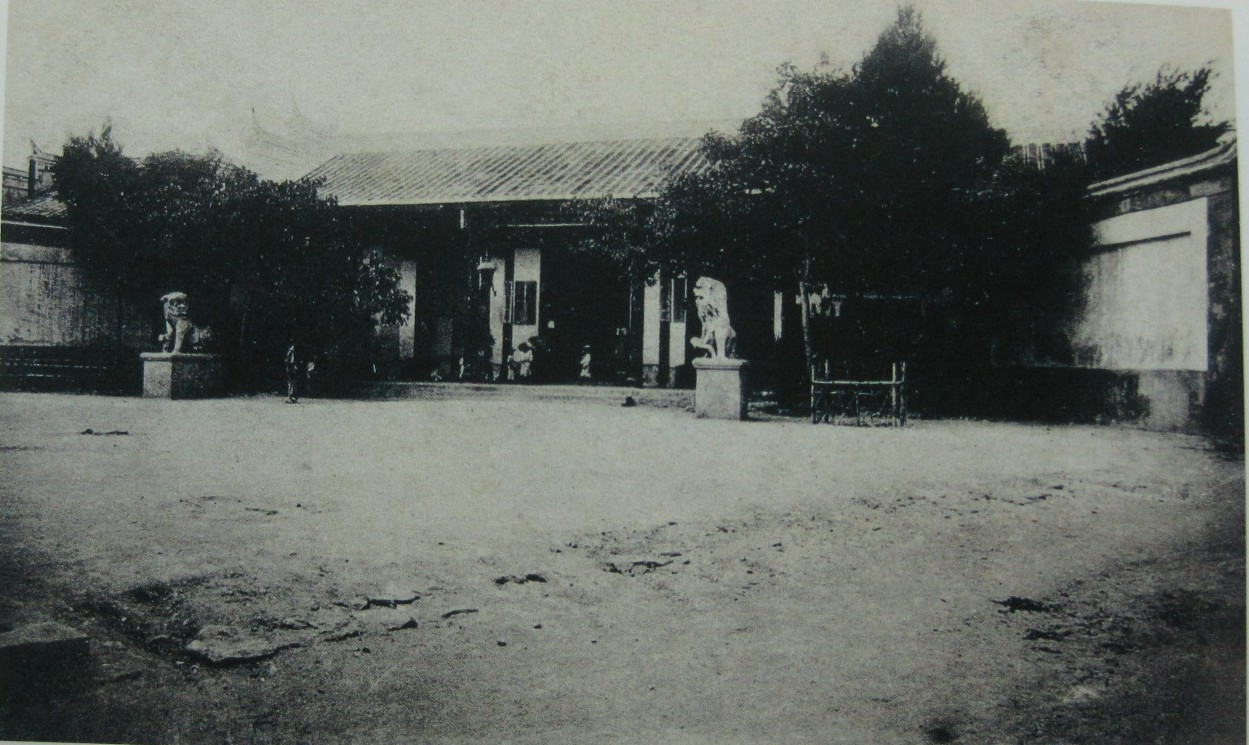
清末澎湖總鎮署衙門（今馬公市仁愛路與建國路附近）

澎湖鎮又名澎湖水師鎮為台灣清治時期之台灣建省後，於1886年建立的台灣澎湖地區最高軍事單位，其主官為澎湖鎮總兵官（或稱澎湖鎮總兵、澎湖水師鎮總兵）。澎湖鎮的建立與中法戰爭中，俗稱西仔反的台灣相關戰事有極大關係。因為在此戰役末期中，法國將領孤拔輕易攻佔澎湖。
前身為澎湖水師協；為了加強台灣海峽兵力而升格的澎湖水師鎮，約共配置有步兵12營，砲兵2營，海軍1營，兵力大約在四千名至五千名上下，1887年興建完竣的鎮衙門則設於馬公城內。而1886年起，至1895年5月乙未戰爭爆發；日本廣島混成支隊攻下澎湖為止，澎湖總兵共歷任了吳宏洛、王芝生、張其光與周振邦等四人。
事實上，早於1721年，清朝政府因應朱一貴事件，也曾於台灣澎湖設澎湖鎮之軍事專責單位，並由藍廷珍擔任總兵一職。不過該官職或衙門旋即於翌年取消，藍廷珍則改敘台灣鎮總兵。